# 2002年シベリアの火球

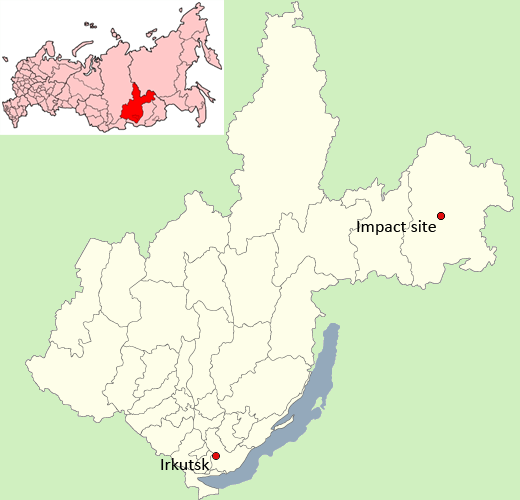
落下地点

2002年シベリアの火球（2002ねんシベリアのかきゅう）、またはヴィティム イベントは2002年9月25日、ロシアのイルクーツク州で、発生した天体衝突と考えられるイベント（天文事件）である。
2002年9月25日、現地時間の午後10時頃、ロシアのイルクーツク州のボダイボの町の近くのヴィティム川近くのタイガ地域上空で爆発が発生した。アメリカの偵察衛星が北緯57.91度西経112.9度、高度62kmから北緯58.21度西経113.46度高度30kmまで飛行する火球を観測した。地域の人々は月よりも少し小さい火球を目撃し、爆発音を聞いたと証言した。爆発の規模はアメリカ軍の推定で0.2-0.5キロトン、ロシアの科学者、Andrey Olkhovatovの推定で4-5キロトンとされた。
イベントの後、何度かタイガ地域を調査に編成された調査隊は、付近から採取された水や雪のサンプルからトリチウムや放射性同位体の異常な残留量を観測し、また3×2kmの森林の焼失地域と10×6kmの森林の倒壊地域を発見したが、隕石は発見されていない。ツングースカ大爆発での森林の焼失地域が半径約30kmで、森林の倒壊地域が約2,150km2に渡ったのに比較すると小規模なものであるが多くの類似がみられた。50から100mの彗星の核の物質の落下であったと考えられている。